# Pici (suborde)
De Pici zijn in sommige taxonomieën een suborde van de vogelorde spechtvogels die de volgende families omvat:
- Baardvogels (Capitonidae)
- Honingspeurders (Indicatoriidae)
- Toekans (Ramphastidae)
- Spechten (Picidae)